# Gambrus variator
Gambrus variator är en stekelart som först beskrevs av Walker 1874.  Gambrus variator ingår i släktet Gambrus och familjen brokparasitsteklar. Inga underarter finns listade i Catalogue of Life.